# جون وارد (سياسي أمريكي)
جون وارد (بالإنجليزية: John Ward)‏ هو سياسي أمريكي، ولد في 2 أغسطس 1950 في دولوث في الولايات المتحدة. حزبياً، نشط في حزب العمال المزارعين الديمقراطيين في مينيسوتا والحزب الديمقراطي. وقد انتخب عضو مجلس نواب مينيسوتا (3 يناير 2007 – 6 يناير 2015).